# Wout Van Dessel
Wout Van Dessel (Lier, 19 oktober 1974) is een Belgische dj en producer. Als dj is hij vooral bekend onder zijn artiestennaam DJ Wout. Als producer scoort hij regelmatig hits met zijn tranceformatie Sylver, vooral in België. Daarnaast was DJ Wout support-dj op een tour door Zuid-Afrika van Milk Inc. Ook draaide hij in 1999 op de Love Parade in Berlijn en Dance Planet in Sint-Petersburg en Moskou.
Van Dessel heeft een eigen platenlabel: Pink Fish Music.
In 2005 won Van Dessel in België een TMF Award in de categorie "Beste dj binnenland".
Sinds 2022 heeft hij een wekelijkse dj-show op Qmusic en draait hij op de Q-Party.